# 安塘滩
安塘滩，位于南沙群岛东部，与礼乐滩、大渊滩相邻，为一水下环礁。中国及菲律宾都声称对其拥有主权。

## 历史
- 1935年中国公布为哑𠺗笃古拉礁。
- 1947年中国公布为安塘岛
- 1983年中国公布安塘礁为标准名称。有外文图书称其为Amy Douglas Bank[1]。
- 2011年5月，菲律宾官方拆除中国在安塘滩设置的标识[2]。

## 地质地形
该滩呈扁三角形，东北一西南走向，长56km，宽11-29km，水深18m，周缘由隆起较高的30个礁滩组成。

## 地理坐标
北纬10度36分-11度00分，东经116度09-33分海域内